# Кавалеры ордена Святого Георгия III класса А
Кавалеры ордена Святого Георгия III класса на букву «А»
Список составлен по алфавиту персоналий. Приводятся фамилия, имя, отчество; звание на момент награждения; номер по спискам Григоровича — Степанова и Судравского; дата награждения. Лица, чьи имена точно идентифицировать не удалось, не викифицируются.
- Абрамов, Александр Константинович, генерал-майор, № 517, 15 октября 1870
- Август, принц Вюртембергский, генерал от кавалерии прусской службы, № 513, 29 сентября 1870
- Александр, герцог Вюртембергский, генерал от кавалерии, № 256, 23 декабря 1812
- Александр Гессен-Дармштадтский, генерал-лейтенант, № 504, 20 июля 1859
- Александр Карагеоргиевич, принц Сербский, 1915
- Алексеев, Евгений Иванович, адмирал, № 588, 14 ноября 1904
- Алексеев, Илья Иванович, генерал-майор, № 196, 2 августа 1809
- Алексиано, Панагиоти, капитан-лейтенант, № 55, 26 ноября 1777
- Алиев, Эрис Хан Султан Гирей, генерал от артиллерии, 26 октября 1915
- Алхазов, Яков Кайхосрович, генерал-лейтенант, № 556, 19 декабря 1877
- Альберт I (король Бельгии), ноябрь 1914
- Альберт, принц Прусский, № 516, 10 октября 1870
- Альберт, эрцгерцог Австрийский, № 473, 12 июня 1851
- Альвенслебен, Константин фон, генерал-лейтенант прусской службы, № 522, 27 декабря 1870
- Альфтан, Владимир Алексеевич, генерал-лейтенант, 13 марта 1915
- Амираджибов, Михаил Кайхосрович, генерал-майор, № 570, 19 апреля 1878
- Андроников, Иван Малхазович, генерал-лейтенант, № 475, 30 ноября 1853
- Анреп, Роман Карлович, полковник, № 119, 1 января 1795
- Ансио, Александр Георгиевич, генерал-майор, № 226, 16 февраля 1812
- Апраксин, Фёдор Матвеевич, полковник, № 106, 28 июня 1794
- Аргун, Григорий Давыдович, полковник, № 199, 28 января 1809
- Аргутинский-Долгоруков, Моисей Захарович, генерал-майор, № 460, 3 декабря 1842
- Арсеньев, Николай Дмитриевич, генерал-майор, № 80, 25 марта 1791
- Архипович, Николай Георгиевич, генерал-майор, 7 октября 1916